# 坪尻駅
坪尻駅（つぼじりえき）は、徳島県三好市池田町西山にある、四国旅客鉄道（JR四国）土讃線の駅である。駅番号はD19。
車道や集落には山道でしか通じておらず徒歩でしか駅へ向かうことのできない、いわゆる秘境駅の一つとして知られる。

## 概要
阿讃山地の谷あい、徳島県と香川県の県境にある猪ノ鼻峠付近、標高272 mの地点に位置する。周辺に集落は複数あるが、駅まで行ける車道は無い。
勾配がきついためスイッチバック駅になっており、香川県側から来た列車は同駅をいったん通り過ぎてから後退し、香川県側へ向かう列車は一度戻ってから斜面を登っていく。
駅利用者が極めて少ない上に、普通列車自体が減便されているため、同駅に停車する定期列車は1日で3本ずつのみ。終列車は、下り（阿波池田行き）16:52発、上り（多度津行き）13:52発に設定されている（2024年9月時点）。

## 歴史
- 1929年（昭和4年）4月23日：坪尻信号場として開設[5]。4月28日 - 讃岐財田駅 - 佃信号場間開業[6]。
- 1950年（昭和25年）1月10日：信号場から駅に昇格し、坪尻駅開業[7]。
- 1970年（昭和45年）
  - 6月1日：小口扱い貨物の取り扱いを廃止[8]。
  - 10月1日：無人化[9]。同時に手荷物及び小荷物の取り扱いを廃止[10]。
- 1987年（昭和62年）4月1日：国鉄分割民営化によりJR四国の駅となる[8]。
- 2010年（平成22年）1月11日：坪尻駅還暦祝賀会を開催、臨時列車「坪尻秘境号」運転[11]。
- 2015年（平成27年）3月21日：トロッコ列車「絶景!土讃線秘境トロッコ」が運転開始し、運転停車を開始（ホーム停車中のみ下車可能）[12]。
- 2017年（平成29年）4月1日：観光特急列車「四国まんなか千年ものがたり」がトロッコ列車に代わって運転開始し、引き続き当駅に運転停車（ホーム停車中のみ下車可能）。

## 駅構造
単式ホーム1面1線を有するスイッチバック式の地上駅で、阿波池田駅管理の無人駅。ホームは2両分のみ嵩上げされている。
ホームが1面1線のみのため、当駅で普通列車同士が行き違う場合はいずれかが必ず通過となる。本線通過制限速度は100 km/hで、通過列車は、横の本線を高速で去っていく。かつてはシーサス・クロッシングポイントが設置されていた（画像参照）が、JR化後の高速化改良工事により撤去され、現在の形となった。
当駅で停車する列車においては、下り列車は引き上げ線に待避してから駅に進入し、上り列車は駅を出発して引き上げ線に待避したのち讃岐財田駅に向かう。運転士は進行方向を変えるごとに必ず前方となる運転台へ移動する（車掌が乗務する列車ではバックで進入させることもある）。
駅舎内の待合室は出入口・ホーム側ともに引き戸となっており閉めることもできるため、虫の侵入を防ぐことができる。また、待合室内には発車時刻表、10分以上停車する列車の時刻表、定期列車の通過時刻表が掲示されている（通過時刻表は踏切にも掲示されている）。このほか、駅ノートや駅スタンプが置かれている。駅スタンプは当初、2008年5月15日に地元の町づくり団体から寄贈されたものが置かれていたが、2010年2月10日に紛失したことが判明し、その2か月後に、青森県の津軽線中沢駅で発見された。しかし、2018年8月に、再び駅スタンプが紛失したことが判明し、今回も盗難に遭ったと見られている。2019年1月時点でも発見できなかったことから、2個目の駅スタンプが設置された。
なお、駅舎内のトイレは閉鎖されており、現在は使用できなくなっている。

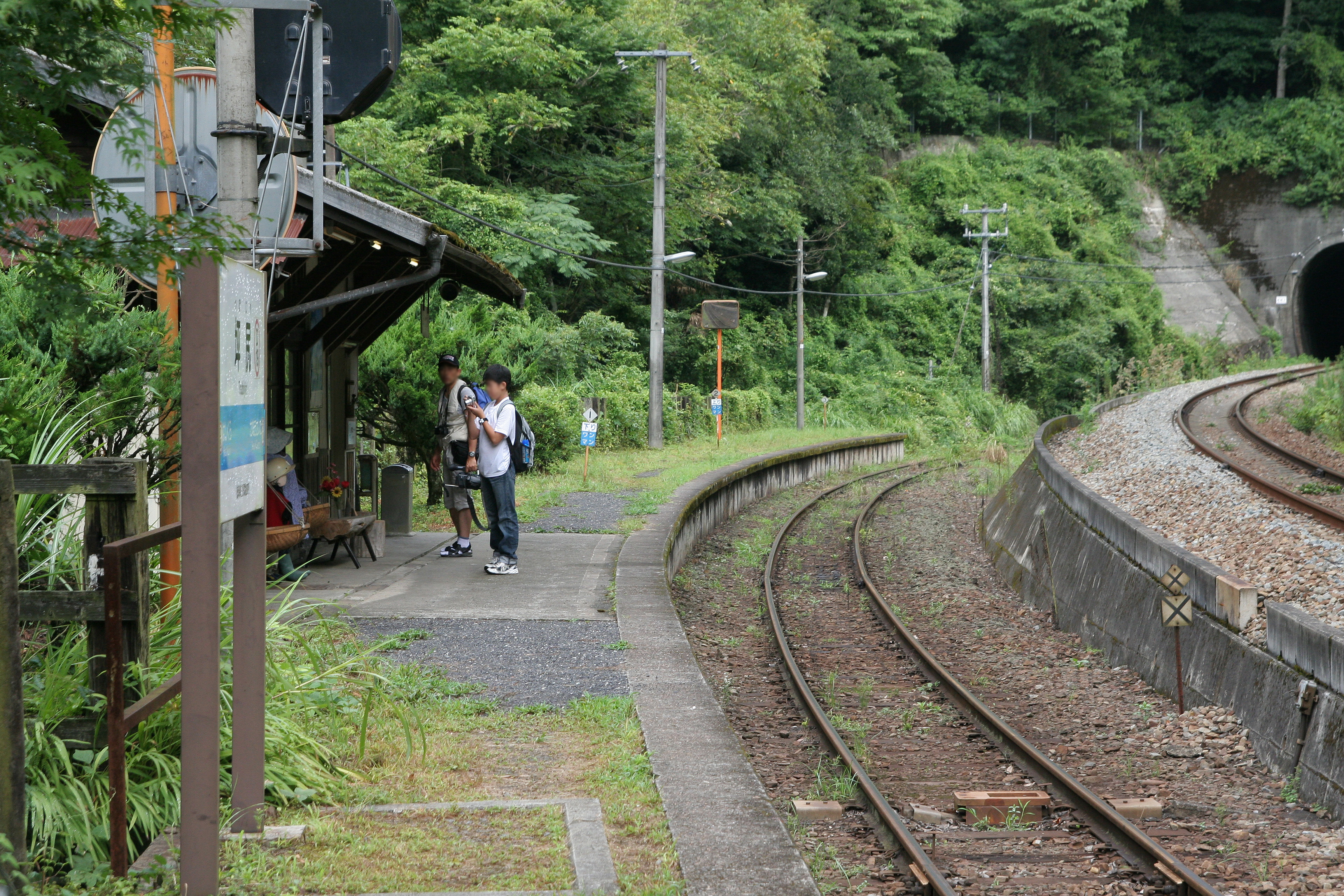
構内（2008年8月）
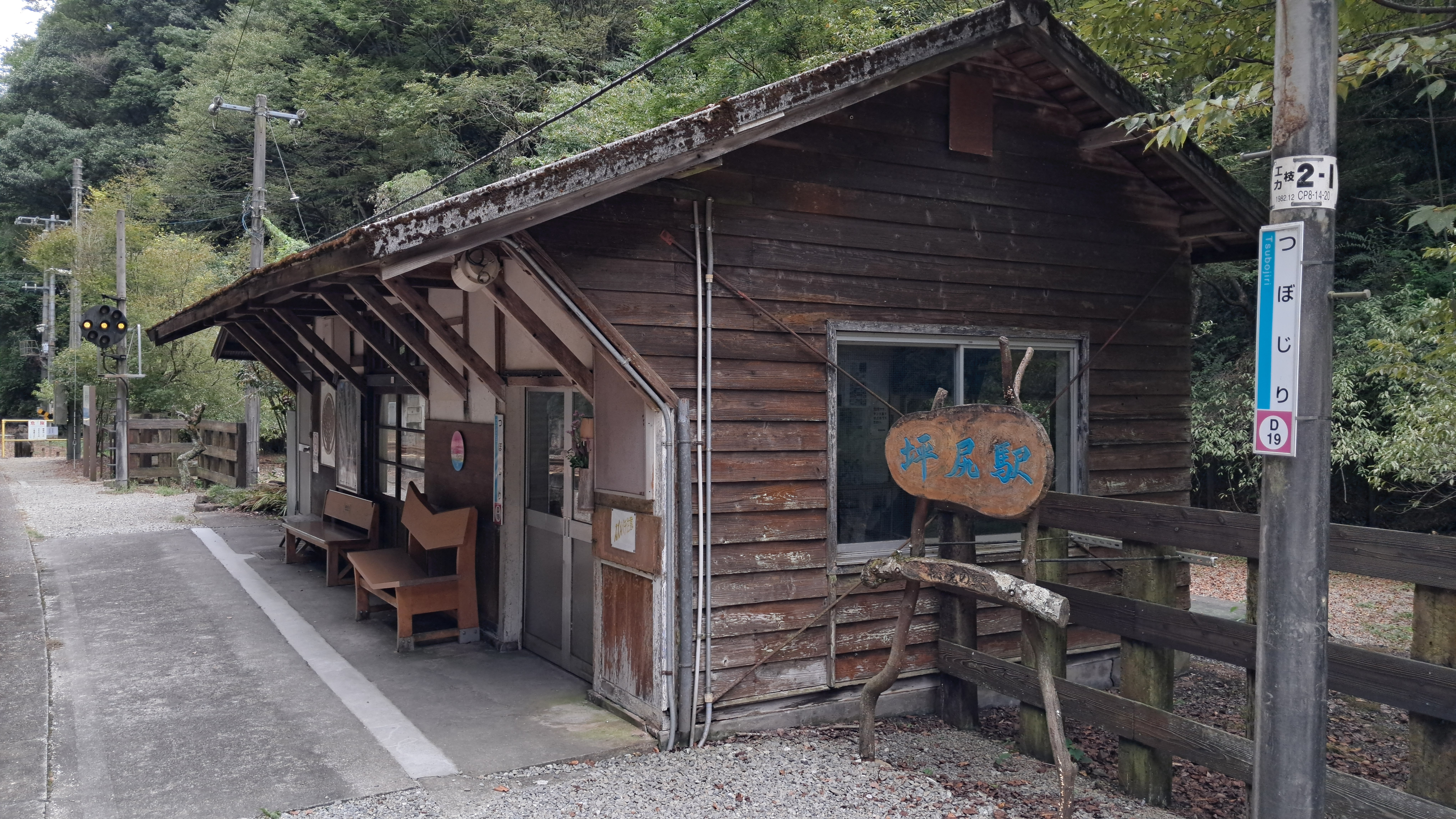
駅舎（2024年9月、ホーム側）
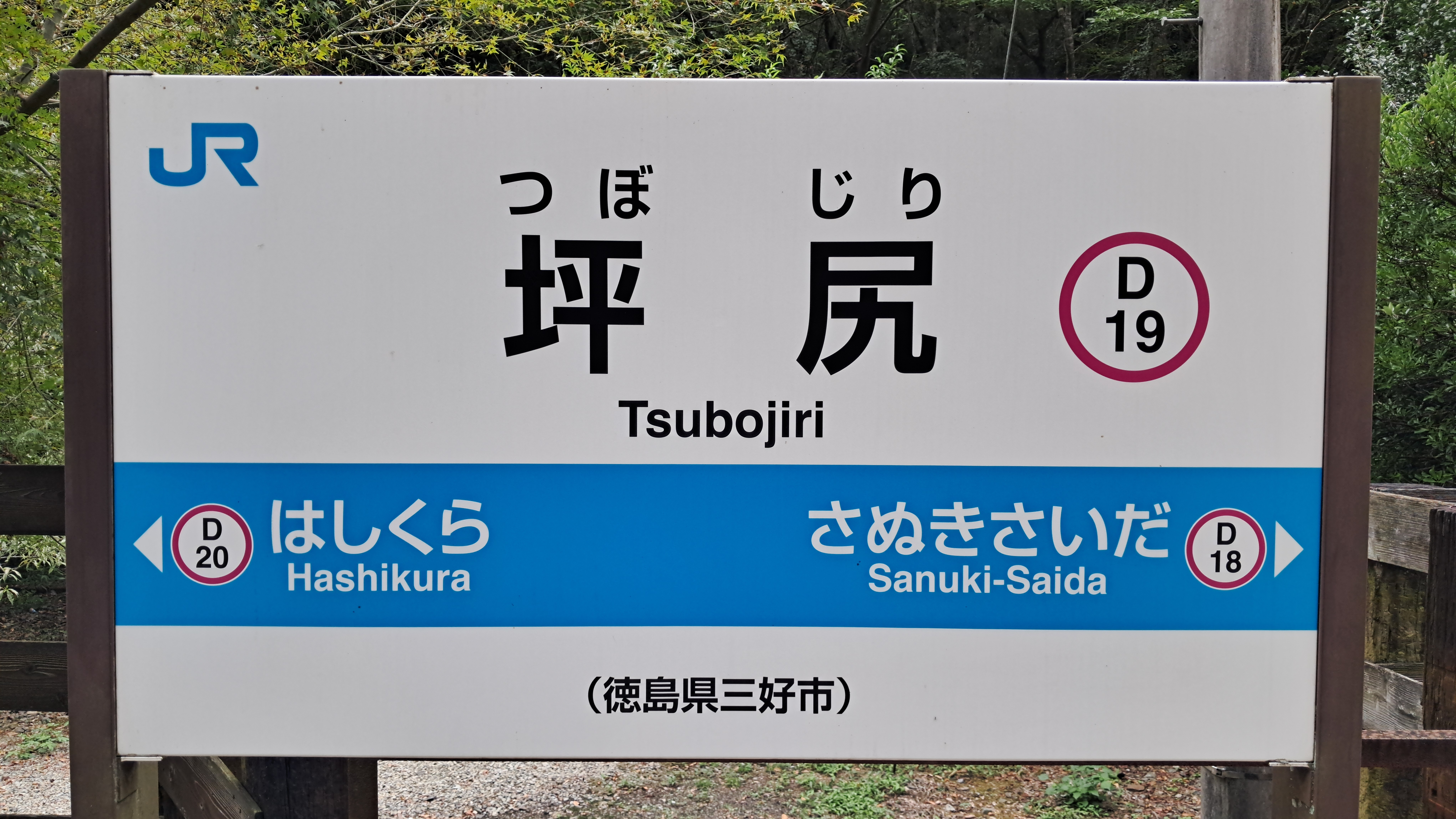
駅名標（2024年9月）
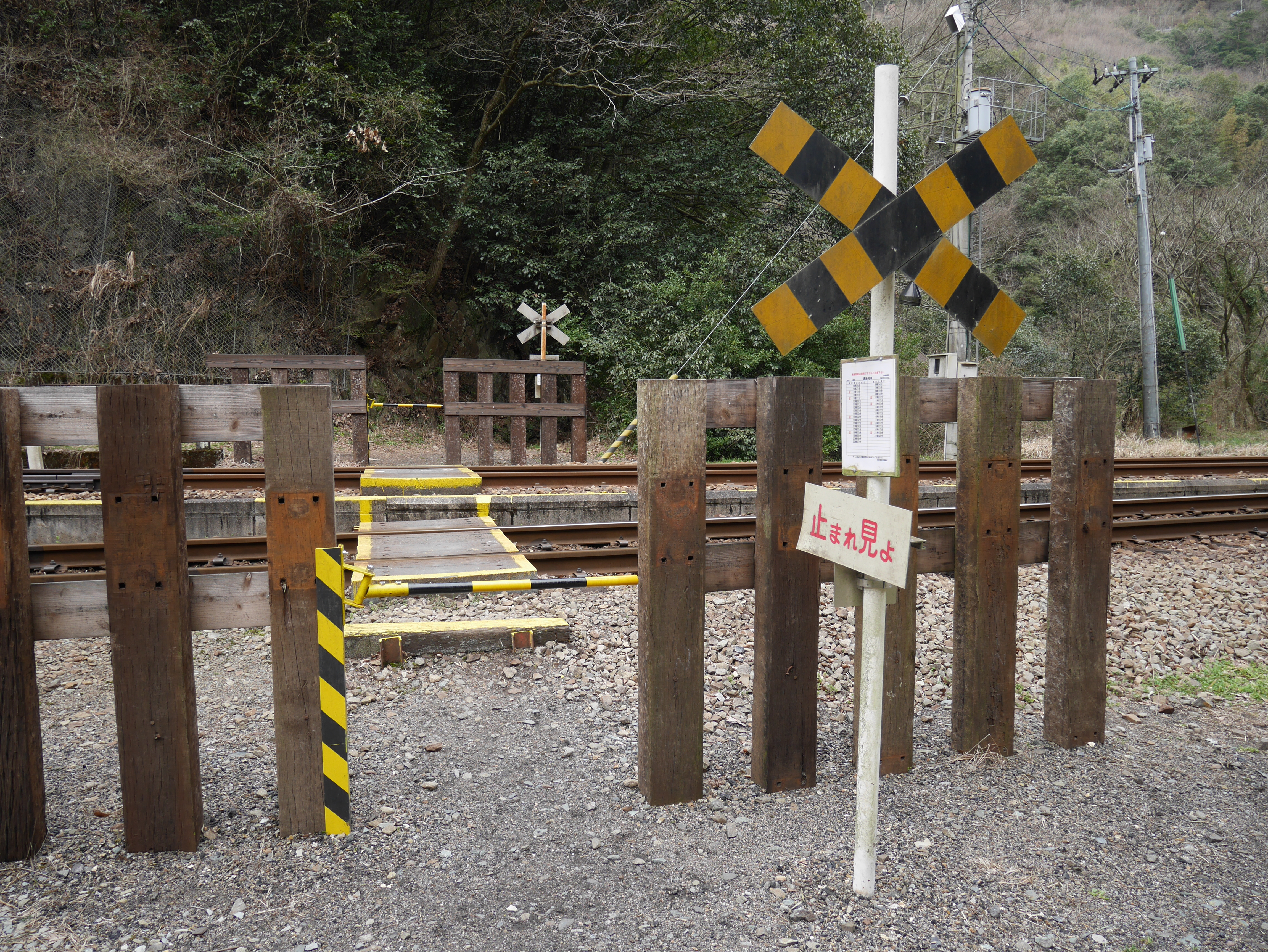
坪尻駅より県道へ出る道に繋がる踏切。通行の際には遮断桿を押して渡る（2017年3月）
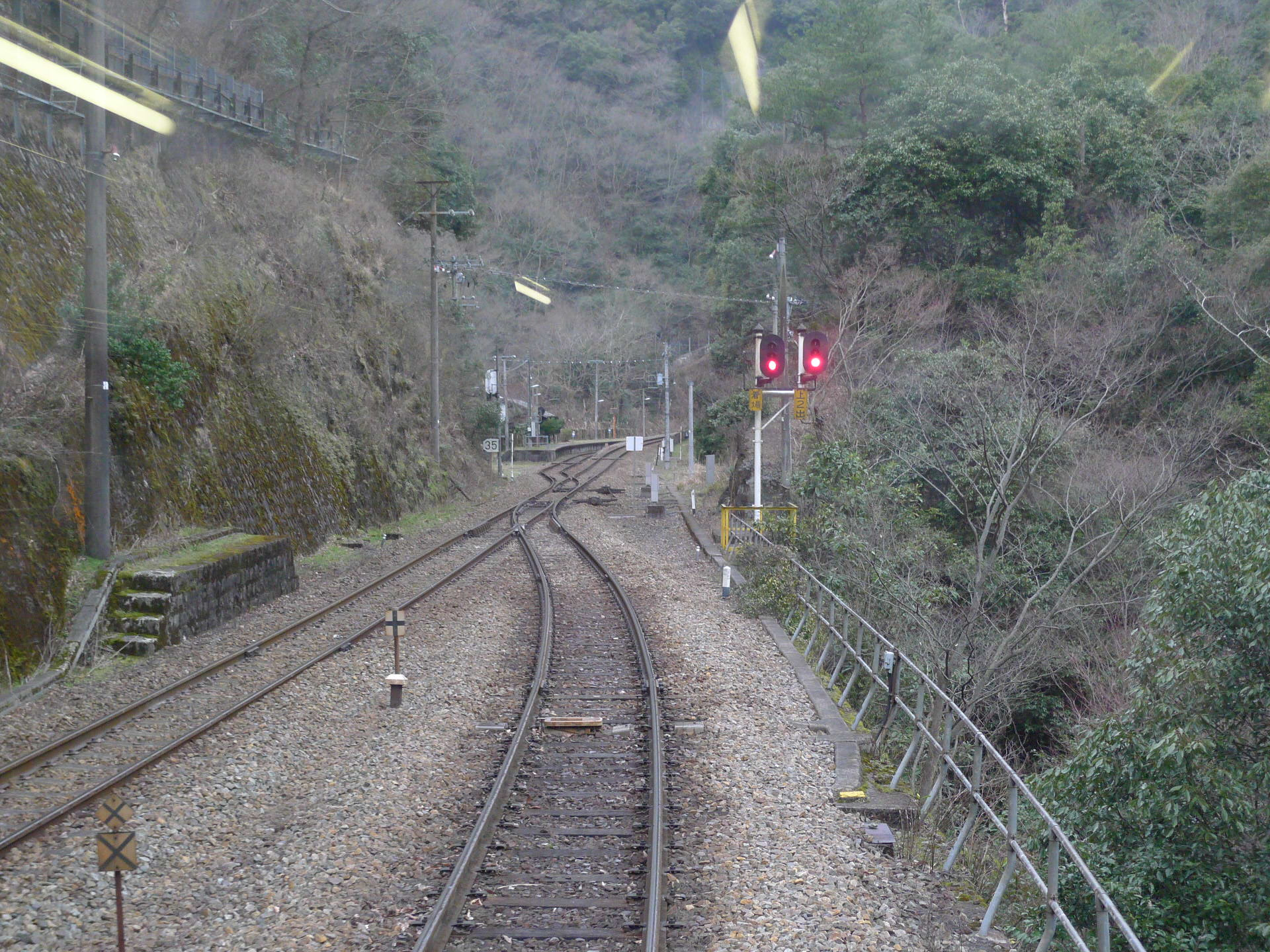
引き上げ線（2009年3月）
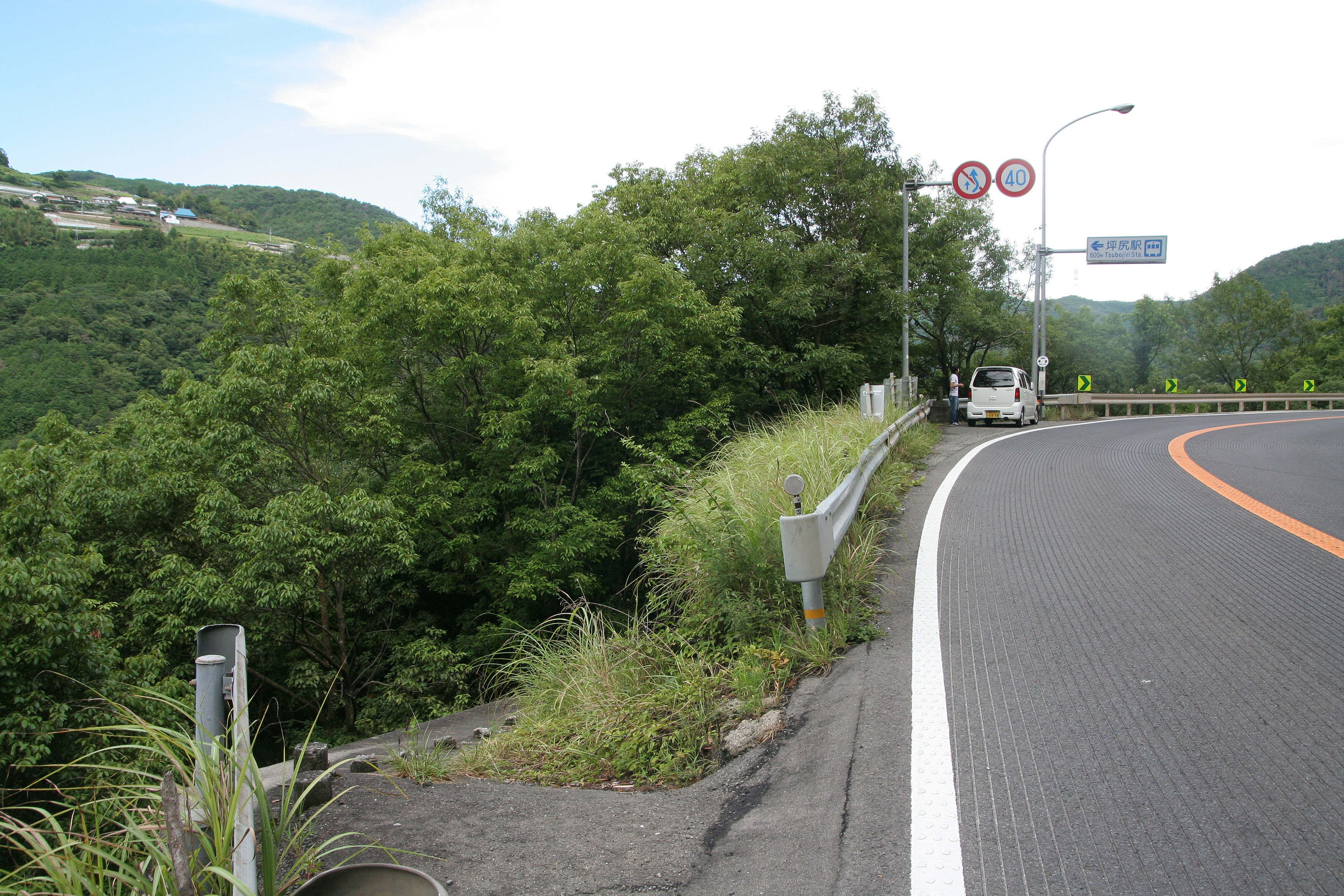
県道上の駅入口。道路標識支柱の場所に四国交通バス停がある（2008年8月）
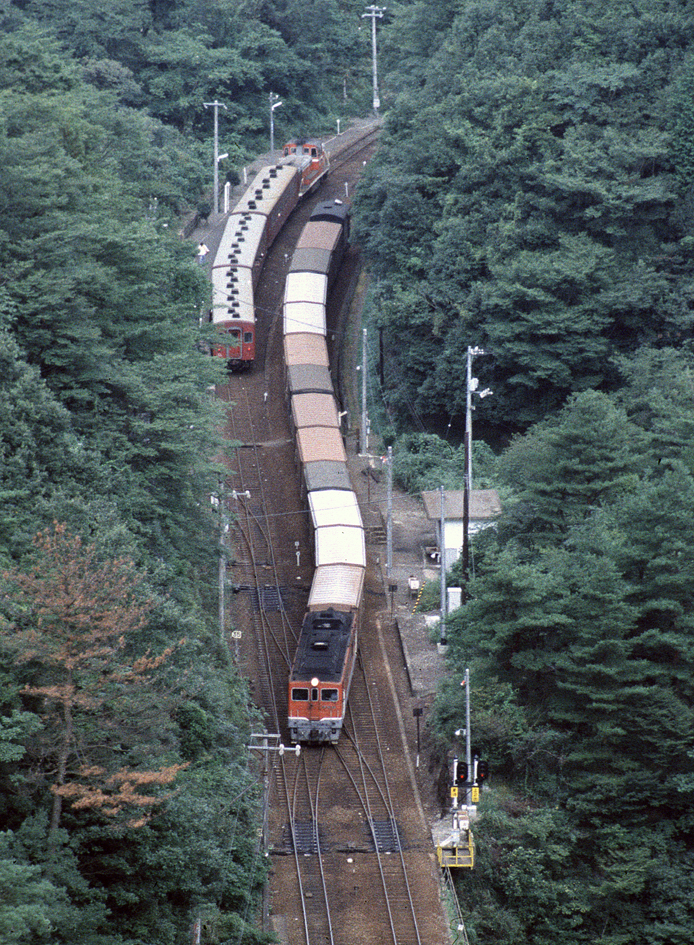
シーサス・クロッシングポイントがあった頃の坪尻駅（1983年）

## 利用状況
2019年度の1日平均乗降人員は2人である。
駅から徒歩で30分ほど山道を登った所に木屋床（）という集落があり、開業当時は通学客や野菜の行商に出る人などで賑わっていた。しかし、集落付近に道路が整備されたため、駅を利用する住民はほとんど居なくなった。
1997年6月20日放送の朝日放送（ABCテレビ）製作の『探偵!ナイトスクープ』では、番組に寄せられた「この駅の乗降客数を調べてほしい」という依頼で、調査が行われた。その際の乗降客数は24時間で、一組の夫婦が駅から出かけ、駅へ帰ってきた「のべ4人」だった。鉄道ルポ漫画『鉄子の旅』では、2003年9月にこの駅を訪れた際、30分くらい歩いたところに住んでいる77歳の老人と遭遇した様子が描かれている（単行本第2集収録・第16旅）。
1998年4月22日に放送されたテレビアニメ『センチメンタルジャーニー』の第3話「七瀬優 －星降る夜の天使－」にてストーリーの冒頭で当駅が登場したことがあり、熱心な同作品のファンの訪問（聖地巡礼）により利用客が微増していた時期があった。
2010年6月2日に放送されたテレビ朝日系列のバラエティ番組『ナニコレ珍百景』で、「利用者が1人しか居ない駅」として紹介された。その1人とは『探偵!ナイトスクープ』で紹介された夫婦の夫の方である。その後2014年6月4日に放送された同番組で、その男性は体調を崩し入院中のため利用していないが、駅を見にくる他の利用者がいると紹介された。
2016年9月14日に放送されたフジテレビ系列のバラエティ番組『世界の何だコレ!?ミステリー 日本の謎を大調査SP/消えた秘宝が徳島に眠る?』において、当駅開業当初は1日平均20名の利用者がおり、現在はある意味面白い駅として、全国から利用者がいることが証言されている。

## 駅周辺
鮎苦谷川沿いの谷に駅が位置するため、車では近づくことができず、到達手段は徒歩のみである。
駅舎を出ると、東側・西側にそれぞれ山道が1本ずつあり、駅舎の南側にある踏切 を東側へ渡って10 - 20分程度歩くと徳島県道5号観音寺池田線（旧国道32号。2021年4月に国道指定取り消し）に、西側へ行くと市道に出る。ただし、山道にはゴミが散乱していたり倒木があったりする場合があるほか、降雨時や雨上がりは地面がぬかるんでおり、ごく一部を除いて柵がないため崖下に落ちる危険性もあるため注意が必要。また、季節によってはマムシやハチが出ることもある。
2009年4月時点で、駅の周辺にある建物は1軒の廃屋のみである。昭和40年代後半までは駅近くで雑貨店が営業していたが、2014年時点ではこの建物は廃屋となって放置されている（連続強盗殺人の犯人が押し入った店跡である。「森吉事件」参照）。なお、この廃墟内には2014年時点でドラムセットとトライアルバイクが放置されており、ここに若者が住んでいたことが窺える。
当駅は近隣住民の請願によって駅に昇格したこともあり、旧国道32号より駅までの600メートルの山道は、近隣住民による手作りであることが『世界の何だコレ!?ミステリー』で証言されている。
なお、駅が立地しているのは、元は鮎苦谷川（州津川）の川底だった場所である。建設に際して、敷地を確保するため水を流すトンネルを掘削して川の流路を変えた上で川底を埋め立て、駅（当時は信号場）が設置された。線路を通すためにトンネルで川を迂回させた場所は当駅の前後にも1か所ずつあり、そのうちの1つは坪尻駅より多度津側のトンネルを出た車窓の西側に見える。
駅から直線距離で500メートルほど南東に離れた県道近くの場所 に坪尻駅展望台（落展望台）が設けられており、遠目になるがここから駅を眺めることができる。

### バス路線
香川・徳島県道5号線沿いに四国交通の「坪尻」停留所があり、野呂内線のバスが経由する。なお、1月1日は全便運休となる。

## その他
- ミステリー小説の短編集『秘境駅のクローズド・サークル』（鵜林伸也著、東京創元社、2022年刊）の表題作では坪尻駅とその周辺を舞台にした殺人事件が発生し、スイッチバックを利用したトリックが考案されている。

## 隣の駅
四国旅客鉄道（JR四国）
■土讃線
■普通（一部列車は通過）
讃岐財田駅 (D18) - 坪尻駅 (D19) - 箸蔵駅 (D20）